# Vedruna (fita)
Una vedruna és un amuntegament de pedres fet per la mà de l'home, més o menys ben format, que serveix per a delimitar una superfície (camp, finca, terreny) assenyalar un camí (fita) o un terme (pedró, pedra termenera).
Etimològicament el terme podria venir del preromà indoeuropeu vitruna. Quant a vedruna i els noms catalans d'aquesta forma, remeten simplement al DECat. ix, 65ab3 ss.[…] "vedruna lapidium" en un document de 954 de Besalú i altres noms de lloc menors de la Selva i del Gironès
La vedruna és un pilot de pedres que no arriben a ser de feix, amuntegades per mà de l'home; per regla general la vedruna és ampla de baix i va acabant en punta o poc menys i té les pedres posades sense cap art. Les vedrunes només es solen usar en partions d'alta muntanya, on els termenals (límits) són poc trencats i els vessants són llargs i sense arbres ni destorbs que privin de veure-hi lluny (les termes corrents hi haurien de sovintejar inútilment, i encara amb perill que es confonguessin amb les pedres del tros o fossin sovint amagades per l'arbúcia o la neu).